# 多伦多大学罗特曼管理学院
约瑟夫·L·罗特曼管理学院（英語：Joseph L. Rotman School of Management），简称为罗特曼学院，是多伦多大学的商科研究生学院，坐落于多伦多市中心。

## 历史
多伦多大学自1901年就开始提供在商贸管理方面的本科课程，而罗特曼以“商业管理研究所”的名字于1950年建立，现今主要提供研究生项目，也和本科级学院开展合作进行本科生课程的教授。它在1972年改名为管理学学院后又于1986年缩短了名称，名为管理学院。1997年，为了纪念其主要赞助人约瑟夫·罗特曼，学院改为今名。
学院现提供在商业管理、经济、商贸等领域的本科及研究生项目，包括全日或半日制MBA项目。同时，它也和大学内其他学院颁发MBA的联合学位，如与法学院合作的的JD/MBA还有与蒙克国际研究中心合作的MBA/MGA等。而学院的113名教职工中98%的人拥有博士学位。自1998-2013年担任学院院长的Roger Martin也被Business Week杂志认为是世界上最具影响力的企业管理学家之一。

## 外部連結
- 官方网站

43°39′55″N 79°23′54″W / 43.66523°N 79.39841°W